# Pantophaea jordani
Pantophaea jordani là một loài bướm đêm thuộc họ Sphingidae. Loài này có ở woodland và savanna from phía tây Africa to Uganda.
Thân và cánh màu xám. Cánh sau màu xám tối.